# حياة أفضل
حياة أفضل فيلم درامي مكسيكي عن مزارع بستاني من المكسيك مهاجر إلى الولايات المتحدة يعيش في مدينة لوس أنجلوس يكافح من أجل الحفاظ على ابنه بعيدا عن العصابات ووعملاء وكالة الهجرة بينما كان يحاول إعطاء ابنه الفرصة التي لم يحصل عليها. 

## روابط خارجية
- حياة أفضل على موقع IMDb (الإنجليزية)
- حياة أفضل على موقع ميتاكريتيك (الإنجليزية)
- حياة أفضل على موقع روتن توميتوز (الإنجليزية)
- حياة أفضل على موقع نتفليكس (الإنجليزية)
- حياة أفضل على موقع قاعدة بيانات الأفلام العربية
- حياة أفضل على موقع ألو سيني (الفرنسية)
- حياة أفضل على موقع Turner Classic Movies (الإنجليزية)
- حياة أفضل على موقع أول موفي (الإنجليزية)
- حياة أفضل على موقع بوكس أوفيس موجو (الإنجليزية)
- حياة أفضل على موقع فيلمافينيتي (الإسبانية)